# Флаг Шерегеша
Флаг муниципального образования «Шерегешское городское поселение» Таштагольского района Кемеровской области Российской Федерации — опознавательно-правовой знак, служащий официальным символом муниципального образования.
Флаг утверждён 7 сентября 2010 года и внесён в Государственный геральдический регистр Российской Федерации с присвоением регистрационного номера 6985.

## Утверждённый флаг

### Описание
«Прямоугольное полотнище, с отношением ширины к длине 6:9, разделённое на лазурную, зелёную и серебряную полосы, в центре которого морда рыси в компасе из герба».

### Символика
На флаге Шерегешского городского поселения изображена «морда рыси». Морда рыси в компасе — символ полноты и остроты зрения, независимости и стойкости. Рысь — проворный и быстрый зверь, обладающий хитростью и острым умом. Стрелки компаса по всем направлениям указывают на обитание хозяина этих широт, одного из сильнейших хищников лесов.
Лазурь — символизирует великодушие, честность, верность и безупречность, или просто небо.
Белый (серебряный) — символ снега, благородства и откровенности.
Зелёный цвет символизирует природу района. Зелёный цвет также символ плодородия, надежды и здоровья.
Синий — символ благочестия, умеренности и щедрости.

## Используемый флаг
Так как первый флаг муниципального образования «Шерегешское городское поселение» не был утверждён Геральдическим советом при Президенте Российской Федерации, то вместо него был разработан новый флаг поселения, который и используется в качестве официального символа муниципального образования «Шерегешское городское поселение», но де-юре не утверждён.
Данный флаг, на основании Протокола Геральдического совета при Президенте Российской Федерации № 60 от 2 ноября 2011 года, внесён в Государственный геральдический регистр Российской Федерации с присвоением регистрационного номера 6985.

### Описание
«Прямоугольное полотнище с отношением ширины к длине 2:3, нижняя часть которого, образованная диагоналями проведёнными от нижних углов к центральной оси и сходящимися на ней на расстоянии 2/3 ширины полотнища от его верхнего края — белого цвета, а выше неё в центре полотнища — обращённая анфас голова рыси белого цвета с глазами и носом красного цвета».

### Символика
Морда рыси — символ полноты и остроты зрения, независимости и стойкости. Рысь — проворный и быстрый зверь, обладающий хитростью и острым умом.
Гора — символ уверенности, устойчивости и нерушимости.
Белый цвет (серебро) — символ снега, благородства и откровенности.
Зелёный цвет на флаге символизирует природу района. Зелёный цвет также символ плодородия, надежды и здоровья.